# 2005-ös Giro d’Italia
A 2005-ös Giro d’Italia volt a 88. olasz kerékpáros körverseny. Május 7-én kezdődött és Május 29-én ért véget. Végső győztes az olasz Paolo Savoldelli lett.

## Végeredmény
|    | Versenyző           | Csapat                         | Idő           |
| -- | ------------------- | ------------------------------ | ------------- |
| 1  | Paolo Savoldelli    | Discovery Channel              | 91 óra 25’51” |
| 2  | Gilberto Simoni     | Lampre-Caffitta                | + 0’28”       |
| 3  | José Rujano Guillen | Selle Italia Colombia          | + 0' 45"      |
| 4  | Danilo Di Luca      | Liquigas-Bianchi               | + 2' 42"      |
| 5  | Juan Manuel Gárate  | Saunier Duval-Prodir           | + 3' 11"      |
| 6  | Serhiy Honchar      | Domina Vacanze-De Nardi        | + 4' 22"      |
| 7  | Vladimir Karpets    | Illes Balears-Caisse d’Epargne | + 11' 15"     |
| 8  | Pietro Caucchioli   | Crédit Agricole                | + 11' 38"     |
| 9  | Marzio Bruseghin    | Fassa Bortolo                  | + 11' 40"     |
| 10 | Emanuele Sella      | Panaria Navigare               | + 12' 33"     |